# Yandex Browser
Yandex Browser（正式名稱Yandex.Browser）是一個由俄羅斯網路搜尋公司Yandex開發的基於Chromium之免費網頁瀏覽器，使用Blink排版引擎，现在可以運行在Windows、macOS、Android和iOS等平台。Yandex.Browser利用Yandex安全系統檢查網頁的安全，並與卡巴斯基實驗室合作檢查下載文件。Yandex.Browser也使用Opera軟件的技術來加速瀏覽連接速度較慢的網頁。

## 歷史
Yandex搜索在俄羅斯曾面臨與Google搜索的競爭，Google Chrome是俄羅斯最受歡迎的網路瀏覽器，這個瀏覽器使用Google搜尋作為默認的搜索引擎。2012年，世界上第三大瀏覽器Firefox與Google簽署了一項協議，俄羅斯版的Firefox將不再以Yandex搜尋作為預設搜尋引擎。這使得Yandex迫切需要其他瀏覽器的支持，於是，其自家開發的新瀏覽器Yandex.Browser中採用Yandex搜尋作为默认的搜索引擎。Yandex.Browser将有助于Yandex在俄罗斯網頁搜尋的市场份额。

## 市場佔有率
根據Liveinternet.ru的分析，Yandex.Browser在俄羅斯推出2個月後即佔有2.3%的市場。2013年7月，Yandex.Browser達到5%的目標，而最新統計是在2019年，Yandex瀏覽器在俄羅斯擁有超過60%的市場佔有率。

## 外部連結
- 官方网站